# 李鍾賛 (1916年生)
李 鍾賛（イ・ジョンチャン、이종찬、1916年3月10日 - 1983年2月10日）は、大韓民国の軍人、国会議員。慶州李氏の名家の出身で本籍はソウル。朝鮮戦争開戦時は首都警備司令官。後に陸軍参謀総長、国防部長官。生涯、軍の政治的中立を強調したことから「真の軍人」と評価されている。

## 略歴

### 日本軍時代

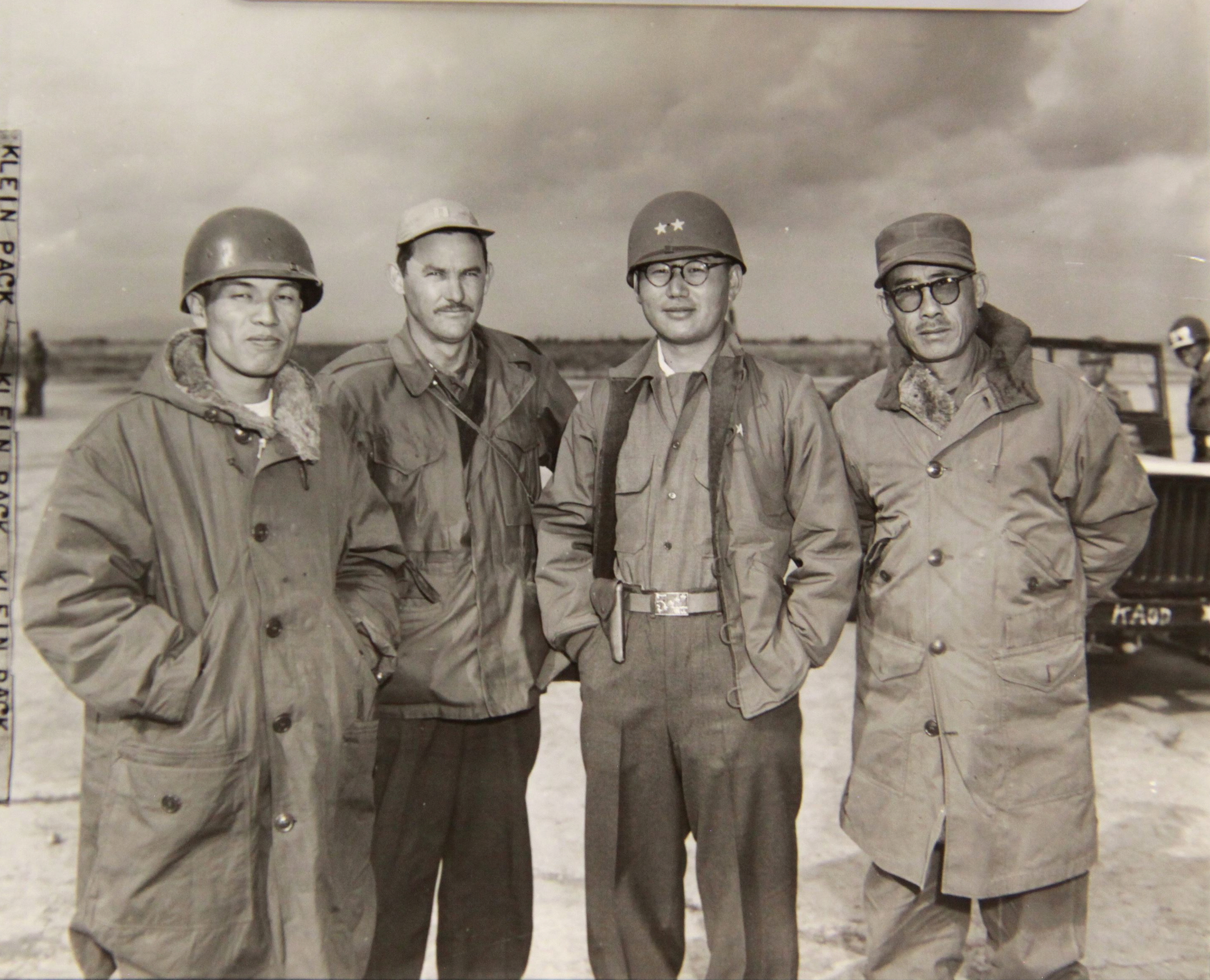
第3師団長時（1950年10月）。左から李鍾賛、クロード・ショート米大尉、金白一、李俊植

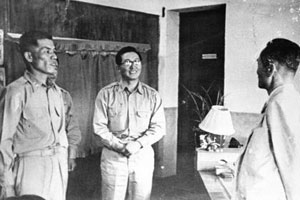
参謀総長就任時（1951年6月）。左から李鍾賛、丁一権、李起鵬

1916年3月、京城府にて李圭元の息子として生まれる（ただし、韓国民族文化大百科事典によると慶尚南道昌原郡生まれ、本籍地の京城育ちである）。李夏榮の孫にあたり、朝鮮貴族の子爵の家柄であったが、襲爵を辞退して話題の人となった。
京城師範学校付属初等学校を経て、1933年に京城中学校を卒業。同年4月、陸軍士官学校（49期）に入校。同期に蔡秉徳。予科2年に兵科で分けられるようになり、李は工兵科に決まった。同期の蔡秉徳は重砲兵科と2人とも技術兵科を志望したのは、先輩であった第26、27期生（洪思翊、李應俊、金錫源など）のほとんどが歩兵科であったため、将来、韓国に軍隊が発足した場合、技術兵科出身者が多く不足するだろうと判断したためであった。1935年3月に予科を修了後、4月から9月まで愛知県豊橋市にある第3師団工兵隊で隊付勤務。1937年6月、陸士49期工兵科卒業。卒業後は見習士官として第3師団工兵隊に配属。
1937年8月21日、陸軍工兵少尉任官。支那事変が勃発すると上海戦線に派遣される。1938年3月30日、工兵中尉。1939年10月、工兵第3連隊副官であったが、連隊長の金井満大佐から南京に創設される下士官教育隊（金陵部隊と呼ばれる）に工兵学生隊長要員として支那派遣軍総司令部に派遣されることが伝えられると、南京に移動して金陵部隊工兵隊長となった。1940年8月、吉川勝正少佐が後任の工兵隊長として赴任し、李鍾賛は陸軍砲工学校入校を命じられて日本に帰還した。1941年3月、任大尉。1942年、第33回論功行賞で功五級旭六等の金鵄勲章を受章する。同年、陸軍砲工学校に在学。
船舶工兵に転科し、船舶部隊参謀として南方戦線を転戦した。1942年3月、独立工兵第4中隊長。3月20日頃、ラバウルに着任し、中隊を再編して南崎に駐屯。翌4月に第4船舶司令部の指揮下に入り、南崎沿岸の築城工事等を行い、大発秘匿地偵察のためにニューブリテン島西海岸を南下偵察中ツルグにてマーカス岬の戦況悪化を知り、中隊は駆逐艦3隻の支援で撤退するが、李は吉沢通博伍長と共にサラワケットを超えて、潜水艦でラエに至り、独立工兵第15連隊と合流した。中隊の実兵力も11月にパラオ島で連隊に合流した。
1943年7月から第17軍南海支隊所属の独立工兵第15連隊に服務した。独立工兵第15連隊第3中隊長として勤務。所属部隊は東部ニューギニアに派遣され、オーエンスタンレー山脈を越えてポートモレスビー作戦などに投入された。1943年10月に戦況の悪化でニューギニア西部に撤退して以来、終戦まで南太平洋一帯を転々としていた。
1943年10月、マダン飛行場からマニラに移動。1943年12月1日、任少佐。1944年5月、米軍がビアク島に上陸すると、勢独立第2大隊が編成され、大隊長に任命。大隊は米軍に備えて、マノクワリ湾の玄関口に位置し、戦略的にも重要視されている暁島（マンシナム島）の防衛守備を命じられた。
1944年6月、独立工兵第15連隊に帰還。マノクワリで田中孝中佐を長とする甲機関が編成されると、第15連隊から柳沢高級軍医と共に配属された。任務を終えるとマノクワリ支隊司令部の閑職についた。情報主任としてやってきた上木利正大尉とは、いろいろ指導をし、互いに親しみ深く語り合った。終戦時は独立工兵第15連隊連隊附であった。
戦後、朝鮮出身者で朝部隊がつくられ、李がその部隊のリーダーとなった。1946年5月14日、朝部隊はマノクワリ港でアメリカ軍が出した引き揚げ船に乗船し、2日後にハルマヘラで降りた。この時、見送っていた上木に駆け寄り、固い握手を交わして「上木、韓国に帰ってもこれからが大変だよ。お互いに頑張ろう」と別れを告げた。1946年8月に帰国した。

### 帰国後
帰国後は隠居生活に入り謹慎の意を表しており、1946年初め頃に李應俊から南朝鮮国防警備隊の入隊を何度か勧められたが断ってきた。
1948年、李始榮副大統領に勧告され韓国陸軍に入隊。任大佐（軍番15108番）。1949年8月10日、国防部第1局長。1949年11月、政訓局長。1950年4月、国防部兵器行政本部長。
1950年6月18日、首都警備司令部司令官。首都警備司令部の編成は第2連隊、第3連隊、第18連隊であったが、6月20日の部隊移動で第2連隊が洪川に移駐して第6師団の隷下となり洪川に駐屯している第8連隊が首都警備司令部の隷下になった。
1950年6月25日、朝鮮戦争勃発。25日朝に非常呼集を受けて登庁したが、すでに第3連隊が第7師団（劉載興准将）に配属されて抱川に出動しており、第18連隊は休暇、外泊している兵士を呼集中であった。洪川から移動中の第8連隊はまだ到着しておらず掌握する部隊が少なかった。さらに25日午後には第18連隊も第7師団に配属され、到着した第8連隊は陸軍本部の予備となったので李鍾賛の指揮する部隊が無くなった。
1950年6月28日、ソウルが陥落し、漢江線の防御に移った。李鍾賛は混成首都師団長に任命され永同浦を守備した（漢江の戦い）。
1950年7月3日、北朝鮮軍が渡河し、漢江線が崩壊した。首都師団は再編成されたが李鍾賛は疲労しており師団長は李俊植に交代した。李鍾賛は蔡秉徳の指揮下に入り、第9師団の新編に取りかかった。
1950年8月、中央訓練所本部長。
1950年9月、第3師団長に就任。兄山江で北朝鮮軍を阻止（慶州の戦い）。反撃に転じて兄山江から盈徳に進撃中、陸軍本部は一時的に李を准将に進級させたが、李は階級章を送り返し、進級を辞退した。師団長補佐兼民事部長の申東雨は理由を聞くと、「今、仁川上陸と洛東江反撃が開始されたが、国軍は一階級特進させることではなく、一階級降格しなければならない。国軍が国民を保護できずに後退して、今、実地を回復して国民の前で厳粛に謝罪し、一階級ずつ下げなければならない」と答えた。陸軍本部は一時的な階級に不満があると思い、正式に昇進させたが、李は准将の階級章を付けず大佐のままだった。最終的に丁一権参謀総長と姜文奉作戦局長が来た際に丁がこっそり作業帽に階級章をつけたため、仕方なく准将になった。進撃中、青年らが反逆者を捕え即決処刑を訴えたが、師団長厳命で全て後送して法に基づいて処断した。また道端にある死体は埋葬するよう命じ、申東雨がこれを引き受けた。
1950年11月30日、国防部兵器行政本部長。
1951年3月17日、陸軍綜合学校校長。
1951年6月、少将昇進と同時に陸軍参謀総長に就任。国民防衛軍事件の後始末、居昌事件、徐珉濠事件、釜山政治波動等が次々に発生し、それらの裁判に忙殺された。また軍事と政治の接点である参謀総長を務めた李鍾賛は政府、韓国軍、国連軍の調整で苦心した。
1952年1月12日、任中将。
1952年5月、李承晩大統領は憲法を間接選挙制から直接選挙制に改正するため（釜山政治波動）、李鍾賛に戒厳令の宣布と兵力による反対議員の活動を封殺するように要求した。李鍾賛はゲリラの活動が軽視できない状況であったため戒厳令の宣布に応じたが、兵力の使用は軍隊の政治介入であり断固拒否した。李承晩は「60万の大軍の中、私の命令を聞かないのはあなた一人だ」と激怒した。
5月25日、非常戒厳令が宣布され、申泰英国防部長官が陸軍本部に1個師団の兵力を戒厳軍として送るように要求したが、李鍾賛や李龍文作戦局長、金宗勉情報局長などが前線の部隊を隠匿することは出来ないとして要求を断った。また元容徳嶺南地区戒厳司令官は、密陽に駐屯している1個大隊を釜山に送るよう陸軍本部に要請した。戒厳令に不満を抱いていた陸軍本部側は、軍隊を動員しなければならないほど釜山の治安は悪くないと元容徳の要請を拒絶し、各部隊に訓令217号を発令して兵力移動を防止した。
米陸軍司令官ジェームズ・ヴァン・フリート大将は総長公館に米軍憲兵を派遣して厳重な警備を実施する一方で、李に公館からの外出を控えるように頼んだ。李承晩は劉載興を呼び、李鍾賛を砲殺するように命じたが、劉載興の説得により取消しとなった。
1952年7月、参謀総長を辞任してアメリカ陸軍指揮幕僚大学に留学。
1953年7月、陸軍大学総長。
1960年、4・19革命後に国防部長官。軍を掌握して民政移譲に支障が出ないようにした。白善燁大将、劉載興中将に退役を求めた。3・15不正選挙を契機に軍部が盛んに沸き立った頃、朴正熙少将の整軍論を聞きクーデターを予見した李は、軍の政治関与を防ぐためアメリカの国家安全保障会議のような機構を設置すると発表。続いて陸海空の各参謀総長と海兵隊司令官など軍首脳部に制憲節の日に憲法遵守宣言式を行うよう指示した。
1961年、朴正煕の5・16軍事クーデター協力を拒否。
1961年6月、駐イタリア大使。1967年9月に大使を辞任。
1968年、在郷軍人会諮問委員。
1970年、コリア・エンジニアリング社長。
1972年、韓国・イタリア協会会長。
1973年、新韓航業社社長。
1976年2月、第9代国会議員（維新政友会2期）当選。朴正熙大統領は李を維政会国会議員に迎えることができたが、李は国会に一度も出席せず、何度も辞表を出した。同年3月、国会国防委員会委員。
1978年1月、国会安保問題研究委員会委員。同年3月、ヨーロッパ各国の防衛産業を視察。同年12月、第10代国会議員（維新政友会3期）再選。
1979年、維新政友会副議長。同年、金泳三の除名（金泳三総裁議員職除名波動）に反対。
1979年3月、星友倶楽部会長。
全斗煥の台頭にも批判的で粛軍クーデターと5・17非常戒厳令拡大措置について知人に「軍と国の綱紀を根本的に揺るがした」と嘆いたが、すぐに捜査を受け、自身が会長を務めていた星友倶楽部が解散することになった。
1983年2月10日、心臓発作で死亡。葬儀は陸軍葬で行われ、保国勲章統一章を追叙された。

## 人物
自分の原則を守る軍人らしい軍人で、謹直そのもので曲がったことが大嫌いな将軍であった。
趣味はゴルフと登山、敬虔な仏教徒で仏教中央文化院副職を務めた。若い頃から仏教に心酔し、事あるごとに慎重であったが、口を開けば数時間談話した。陸軍大学総長時代には、将校が進級申告や報告をする前にトイレに行くほどだった。
当時、日本の陸軍士官学校に学んで正規将校となった朝鮮人達の多くは日本名に改名したが、李鍾賛はしなかった。
甲機関が任務により出発直前に、軍命令として某中尉（終戦後蘭印法廷で死刑宣告）が訪れ、非戦闘員の中から「若い女性は軍に提供せよ」と伝達した。これを聞いた李は激怒し、中尉に向かって「言語道断も甚だしい。軍の発案者の姓名を名乗れ。俺は発案者を射殺してもこの命令を撤回させる。そして俺は潔く自決する。断じて許されることではない。どうだ俺の考えが間違っているか。俺は帝国軍人として決して節を枉げないぞ！」と言い放ち、すぐに女性らをその場から移動させる命令を下した。
当番兵として南方で李と苦難を共にした吉沢通博によれば、終始変わらぬ優しい隊長で、上には厳しい意見を歯にも衣を着せぬ芯のある軍人であり、絶糧の時も決して兵より余分に食べるなどの行為は無く、公平に苦難を共にする高潔無類の上官であったという。
36歳の時、叔母が経営するソウルの洋食堂で働いていた10歳年下の表滋永と会い、親の反対を振り切って恋愛結婚した。その夫婦仲は死ぬ日まで他人も羨むほどだったという。
金錫源は『老兵の恨』で、自身の後任として第3師団に着任したことについて「李鐘賛大佐は豊富な実戦経験と、卓越した指揮能力、それに愛国愛族精神の旺盛な第3師団を統率するのに申し分のない人格者」、釜山政治波動については「私は、不意の出来事に対処して自己の信念を貫いた、李将軍の勇気ある行動に、大きな感銘を受けた。又難しい条件の中で、「防衛軍事件」等の大事件を巧みに処理した、李将軍は退職したが、彼の軍人故の「気骨」は、発展途上にあった国軍に、立派な手本を残したと言うことができよう。」と書いている。
米軍事顧問は、政治的背景を持っており、米軍にあまり協力的でなく、英語ができないと評価している。
1950年11月2日、第3師団専任顧問官ロリンズ・S・エメリッチ中佐は作成した文書で李鍾贊の師団長解任を提案している。第3師団長として赴任して以来、慢性疾患に苦しんでおり、先週には呼吸器感染症で宿泊施設から出てこられず、師団を指揮するのに深刻な健康状態の悪化が理由であった。この時、エメリッチは李鐘賛を、真剣で良心的で、知的であり忠実な韓国軍将校であるが、師団長を務めるには攻撃性と体力が不足していると評価している。また彼の知識と能力を最大限に発揮できる参謀か行政職にいる場合、韓国軍に大きな価値があるとしている。
2008年4月28日に民族問題研究所と親日人名辞典編纂委員会が発表した親日人名辞典収録対象者軍部門に記載。
2009年、親日反民族行為真相糾明委員会は報告書で「1937年に日本陸士を卒業して工兵少尉として日中戦争に参戦し、1942年からは南太平洋ニューギニアで、敗戦まで日帝の侵略戦争に積極的に協力した」「1937年から1945年まで日本軍現役将校として服務しながら侵略戦争に参与し、日本政府から1941年に勲六等瑞宝章、1942年には特別な武勲がある者に授与される金鵄勲章を受けた」ことから日帝強占下反民族行為真相糾明に関する特別法第2条第10号「日本帝国主義軍隊の少尉以上の将校として侵略戦争に積極的に協力した行為」及び第19号「日本帝国主義の植民統治と侵略戦争に協力して褒賞または勲功を受けた者として日本帝国主義に著しく協力した行為」に該当するとして親日反民族行為に決定した。

## 勲章
- 乙支武功勲章
- 保国勲章統一章
- レジオン・オブ・メリット - 1951年8月9日[60]
- 勲六等瑞宝章 - 1941年3月11日[61]
- 功五級金鵄勲章 - 1942年2月[13]